# Associazione Calcio Monza 1921-1922
Questa pagina raccoglie le informazioni riguardanti l'Associazione Calcio Monza nelle competizioni ufficiali della stagione 1921-1922.

## Stagione
Nella stagione 1921-1922 il Monza ha disputato il girone C della Prima Categoria lombarda. Il Monza ha concluso il campionato in seconda posizione con 5 punti.
Non essendosi qualificata per il girone finale, alla quale si è qualificata l'Enotria Goliardo che ha vinto il girone, il Monza dal 18 dicembre 1921 al 14 maggio 1922 ha partecipato al Torneo di Consolazione Lombardo, vincendo il proprio girone a sei partecipanti con 14 punti. Ammesso alla finale, ha ottenuto due pareggi (1-1) a Monza e (2-2) contro i milanesi della Juventus Italia. Si è resa necessaria una partita di spareggio, disputata il 14 maggio 1922 sul campo neutro di Como e persa 7-1.

## Rosa
| N. |                   | Ruolo | Calciatore        |
| -- | ----------------- | ----- | ----------------- |
|    | Italia (bandiera) | A     | Giovanni Bianchi  |
|    | Italia (bandiera) | D     | Arnaldo Boniardi  |
|    | Italia (bandiera) | P     | Vincenzo Cappelli |
|    | Italia (bandiera) | D     | Luigi Colombo     |
|    | Italia (bandiera) | A     | Luigi Crippa      |
|    | Italia (bandiera) | A     | Francesco Fossati |

| N. |                   | Ruolo | Calciatore          |
| -- | ----------------- | ----- | ------------------- |
|    | Italia (bandiera) | D     | Francesco Mandelli  |
|    | Italia (bandiera) | D     | Andrea Mauri        |
|    | Italia (bandiera) | C     | L. Sironi           |
|    | Italia (bandiera) | C     | Ambrogio Trabattoni |
|    | Italia (bandiera) | A     | Carlo Villa         |
|    | Italia (bandiera) | C     | Zafferoni           |

## Risultati

### Girone di andata
| Arbitro: | Sessa (Milano) |

|           |           |  |
| Maggi 79’ | Marcatori |  |

| Arbitro: | Muttoni (Treviglio) |

|                               |           |           |
| Amendolita 34’, 70’, 80’, 88’ | Marcatori | 54’ Villa |

| Arbitro: | Galetti (Milano) |

|           |           |                   |
| Villa 66’ | Marcatori | 67’, 89’ Ferrario |

### Girone di ritorno
| Arbitro: | Galetti (Milano) |

|                                                           |           |                              |
| Villa 27’, 85’ Colombo 47’, 51’ Fossati 87’ Zafferoni 88’ | Marcatori | 25’ Maggi 60’, 65’ Paltenghi |

| Arbitro: | Bistoletti (Milano) |

|           |           |  |
| Villa 61’ | Marcatori |  |

| Arbitro: | Palestra (Pavia) |

|              |           |             |
| Ferrario 32’ | Marcatori | 85’ Bianchi |